# Шубинская
Шубинская — деревня в Ленском районе Архангельской области. Входит в состав Козьминского сельского поселения.

## География
Находится в юго-восточной части Архангельской области у западной окраины села Лена.

## История
Отмечалась в 1710 году как поселение с 4 дворами. В 1859 году здесь (деревня Яренского уезда Вологодской губернии) было учтено 7 дворов.

## Население
Численность населения: 59 человек (1859 год), 46 (русские 98 %) в 2002 году, 32 в 2010.